# Alone Again (Naturally)
Ne doit pas être confondu avec Alone Again ou Alone (Again).
Singles de Gilbert O'Sullivan
No Matter How I Try
(1971) Ooh-Wakka-Do-Wakka-Day
(1972)
Alone Again (Naturally) est une chanson de l'auteur-compositeur irlandais Gilbert O'Sullivan.
Sorti en 1972 en même temps que l'album Back to Front, mais pas dessus, le titre passe six semaines non consécutives comme no 1 du Billboard Hot 100 américain. Billboard l'a d'ailleurs classé comme la chanson no 2 de l'année 1972.
Ballade introspective, cette chanson n'est cependant pas autobiographique.

## Dans la culture
On entend cette chanson dans les films Virgin Suicides de Sofia Coppola (1999), Stuart Little 2 (2002) lorsque Stuart rentre de l'école en voiture et que Margalo y tombe pourchassée par le faucon, Le Skylab de Julie Delpy (2011) lors de la soirée dansante, Megamind (2010), et dans la série Life on Mars (2006) à la fin de l'épisode 4 de la saison 2. Cette chanson est aussi l'un des génériques de l'anime Juliette, je t'aime (1986). Alone Again est également repris et adapté par Chad Fischer dans la bande originale du film l'"Age de Glace 3 : Le Temps des dinosaures" (2009). On entend aussi cette chanson dans le film Camping 2 sortie en 2010 , quand Patrick Chirac (Franck Dubosc) s'en va du camping, à la fin du film. 